# 小行星21448
小行星21448（21448 Galindo）是一颗绕太阳运转的小行星，为主小行星带小行星。该小行星于1998年4月发现。

## 轨道参数
小行星21448的轨道半长轴为2.2972091 UA，离心率为0.125。